# Kapong (huyện)
Kapong (tiếng Thái: กะปง) là một huyện (amphoe) ở tỉnh Phang Nga miền nam Thái Lan.

## Địa lý
Các huyện giáp ranh (từ phía bắc theo chiều kim đồng hồ) là Phanom của tỉnh Surat Thani, Mueang Phang Nga, Thai Mueang và Takua Pa.
Các khu rừng của huyện này thuộc Vườn quốc gia Khao Lak-Lam Ru.

## Hành chính
Huyện Kapong được chia ra thành 5 phó huyện (tambon), các đơn vị này lại được chia ra thành 22 làng (muban). Tha Na là thị trấn (thesaban tambon) và nằm trên một số khu vực của the tambon Tha Na. Có 4 Tổ chức hành chính tambon.
| \| STT \| Tên \| Tên tiếng Thái \| Số làng \| Dân số \| \| \| 1. \| Kapong \| กะปง \| 4 \| 1.785 \| \| \| 2. \| Tha Na \| ท่านา \| 4 \| 3.819 \| \| \| 3. \| Mo \| เหมาะ \| 4 \| 2.311 \| \| \| 4. \| Le \| เหล \| 6 \| 2.579 \| \| \| 5. \| Rommani \| รมณีย์ \| 4 \| 2.469 \| \| | Map of Tambon |                |         |        |  |
| STT | Tên           | Tên tiếng Thái | Số làng | Dân số |  |
| 1. | Kapong        | กะปง           | 4       | 1.785  |  |
| 2. | Tha Na        | ท่านา           | 4       | 3.819  |  |
| 3. | Mo            | เหมาะ          | 4       | 2.311  |  |
| 4. | Le            | เหล            | 6       | 2.579  |  |
| 5. | Rommani       | รมณีย์           | 4       | 2.469  |  |